# Aldo Gonzalez
Aldo Gonzalez (* 17. November 1974 in Boyle Heights, Los Angeles, Kalifornien) ist ein US-amerikanischer Schauspieler.

## Karriere
Im Alter von zwölf Jahren war Gonzalez Drummer in einer Band. Doch anstatt auf der großen Bühne zu landen, was sein Traum war, wurde sein Leben durch sein Gangleben in den 1980er Jahren in die falsche Bahn gelenkt. Im Alter von 29 Jahren nahm er sich vor, sein Leben zu verändern, da er mittlerweile im Gefängnis saß. Gonzalez erhielt aufgrund seines Aussehens öfters Rollen hispanischer Herkunft, Rollen aus dem Drogen- bzw. Gangmilieu oder ist als Häftling zu sehen.
In der US-amerikanischen Fernsehserie My Cray Life verkörperte Gonzalez in einer Folge einen Drogenbaron und in einer weiteren Folge einen Autoknacker. Im Jahr darauf spielte er in der Direct-to-Video-Produktion Bottoms Up als Breakdancer mit. In den Hauptrollen sind Jason Mewes, Paris Hilton und David Keith zu sehen. Im gleichen Jahr verkörperte Gonzalez einen Drogendealer in dem Actionfilm Waist Deep. Dabei stand er gemeinsam mit Tyrese Gibson, Meagan Good und The Game vor der Kamera. In der Fernsehserie Navy CIS, Folge Iced, erhielt er eine Rolle als Alejandro Marquez, die aber nicht im Abspann aufgeführt ist. Ebenso wurde seine Tätigkeit in dem Film Date Movie nicht im Abspann erwähnt. In der von Adam Sandler produzierten Komödie Grandma’s Boy hatte Aldo Gonzalez einen kurzen Auftritt bei einer Party. 2007 stand er für die DVD-Produktion von Sony Pictures Entertainment, Halb tot 2 – Das Recht des Stärkeren als Gefängnisinsasse Thug Lewis vor der Kamera. Dabei arbeitete er mit dem ehemaligen Wrestlingstar Bill Goldberg, der die Hauptrolle miemte, zusammen.
2008 verkörperte Gonzalez in drei Folgen der US-amerikanischen Fernsehserie Terminator: The Sarah Connor Chronicles den Charakter Cholo, wird dabei aber bei zwei Folgen nicht im Abspann aufgelistet. In den Serien Sons of Anarchy und The Hard Times of RJ Berger erhielt Gonzalez im Jahr 2011 eine Rolle für eine bzw. zwei Folgen. Zudem spielte Gonzalez in dem Horrorfilm Hyenas mit, in dem Costas Mandylor und Meshach Taylor eine Hauptrolle haben. Von 2012 bis 2014 hatte er eine wiederkehrende Rolle in der Sitcom Anger Management mit Charlie Sheen.

## Filmografie (Auswahl)
- 2005: My Crazy Life (Fernsehserie, 2 Folgen)
- 2006: Bottoms Up
- 2006: Waist Deep
- 2006: Navy CIS (NCIS, Fernsehserie, Folge 3x19)
- 2006: Date Movie
- 2006: Grandma’s Boy
- 2007: Halb tot 2 – Das Recht des Stärkeren (Half Past Dead 2)
- 2008: Terminator: The Sarah Connor Chronicles (Fernsehserie, 3 Folgen)
- 2010: The Super-Bad Movie – 41 Jahre und Jungfrau (The 41-Year-Old Virgin Who Knocked Up Sarah Marshall and Felt Superbad About It)
- 2011: Hyenas
- 2011: The Hard Times of RJ Berger (Fernsehserie, Folge 2x07)
- 2011: Sons of Anarchy (Fernsehserie, 2 Folgen)
- 2012–2014: Anger Management (Fernsehserie, 38 Folgen)